# ماگدالنا والیگورسکا-لیشیتسکا
ماگدالنا والیگورسکا-لیشیتسکا (لهستانی: Magdalena Waligórska-Lisiecka؛ زادهٔ ۵ ژانویه ۱۹۸۱) بازیگر اهل لهستان است.
از فیلم‌ها یا مجموعه‌های تلویزیونی که وی در آن‌ها نقش داشته‌است، می‌توان به خبرچینان، تستوسترون، این دختران من، خانواده جایگزین، رانر رانر، مجرد، قانون حقیقی، دوستان، پدر متیو، عشق اول، ع چون عشق، در خوشی و سختی، خانه کشیش، پرستار کودک و در خیابان سپولنی اشاره نمود.